# 氟化钴
氟化钴是一种无机化合物，化学式为CoF2。常温下为粉红色晶体。

## 制备
氟化钴可以由氢氟酸及氯化亚钴或氧化亚钴制备，反应式如下：
CoCl2  + 2HF  →  CoF2  + 2HCl
CoO + 2HF → CoF2  + H2O